# Ișalnița
Işalniţa é uma comuna romena localizada no distrito de Dolj, na região de Oltênia. A comuna possui uma área de 19.87 km² e sua população era de 3875 habitantes segundo o censo de 2007.